# NGC 5254
NGC 5254 est une galaxie spirale située dans la constellation de la Vierge. Sa vitesse par rapport au fond diffus cosmologique est de 2 613 ± 21 km/s, ce qui correspond à une distance de Hubble de 38,6 ± 2,7 Mpc (∼126 millions d'al). NGC 5254 a été découverte par l'astronome britannique John Herschel en 1836.
La classe de luminosité de NGC 5254 est III et elle présente une large raie HI.
À ce jour, 19 mesures non basées sur le décalage vers le rouge (redshift) donnent une distance de 31,447 ± 3,280 Mpc (∼103 millions d'al), ce qui est à l'intérieur des valeurs de la distance de Hubble.